# Hannah Montana & Miley Cyrus: Best of Both Worlds Concert

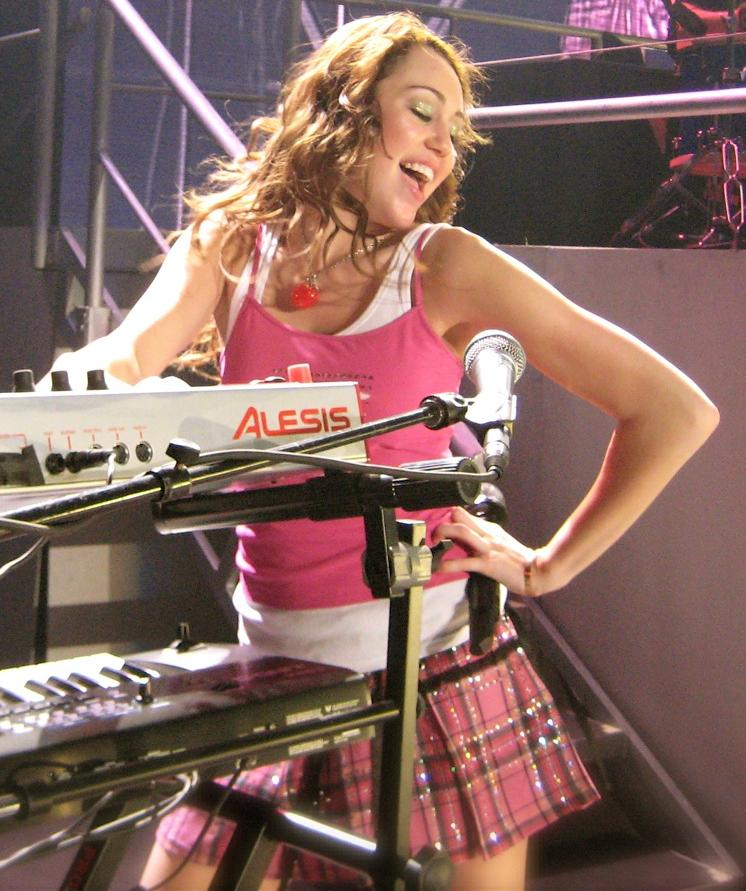
Miley Cyrus

Der Film Hannah Montana & Miley Cyrus: Best of Both Worlds Concert ist der erste Konzertfilm von Miley Cyrus. Der Film erschien in 3D und lief vom 1. bis 7. Februar 2008 nur eine Woche im amerikanischen Kino.

## Der Film
Hannah Montana & Miley Cyrus: Best of Both Worlds Concert (auch bekannt als Hannah Montana & Miley Cyrus: Best of Both Worlds Concert in 3D) ist ein Konzert-Film von Walt Disney Pictures in Disney Digital 3-D.
Im Film sieht man, wie Hannah Montana/Miley Cyrus ihre Songs auf ihrer Tournee singt, welche Pannen es gab, wie es hinter der Bühne aussah und ähnliche Dinge. Die Jonas Brothers waren als Gast-Stars mit auf der Tournee und spielten drei Songs (einen davon mit Miley Cyrus). In einem Song sang auch Miley Cyrus’ Vater, Billy Ray Cyrus mit. Zuerst sang Hannah Montana, dann die Jonas Brothers und anschließend Miley Cyrus (ohne Perücke). Bei Background-Szenen unterm Song I Miss You sieht man wie Cyrus ihrem Vater den Song beibringt.

### Die Reihenfolge der Songs im Film
Anfang mit den Mitwirkenden
1. Teile aus We Got The Party With Us (von Hannah Montana)

Hannah Montana
1. Rock Star
2. Pumpin’ Up The Party (Nur bei den Proben)
3. Ready, Set, Don’t Go (feat. Billy Ray Cyrus, nur bei den Proben)
4. Life’s What You Make It
5. Just Like You
6. Nobody’s Perfect
7. I Got Nerve
8. We Got the Party (feat. The Jonas Brothers)

Jonas Brothers
1. When You Look Me in the Eyes
2. Year 3000

Miley Cyrus
1. Start All Over
2. See You Again
3. Let’s Dance
4. Right Here
5. I Miss You
6. G.N.O (Girl’s Night Out)
7. The Best of Both Worlds (feat. Hannah Montana auf den Bildschirmen)

Ende mit Mitwirkenden
1. If We Were a Movie (von Hannah Montana)

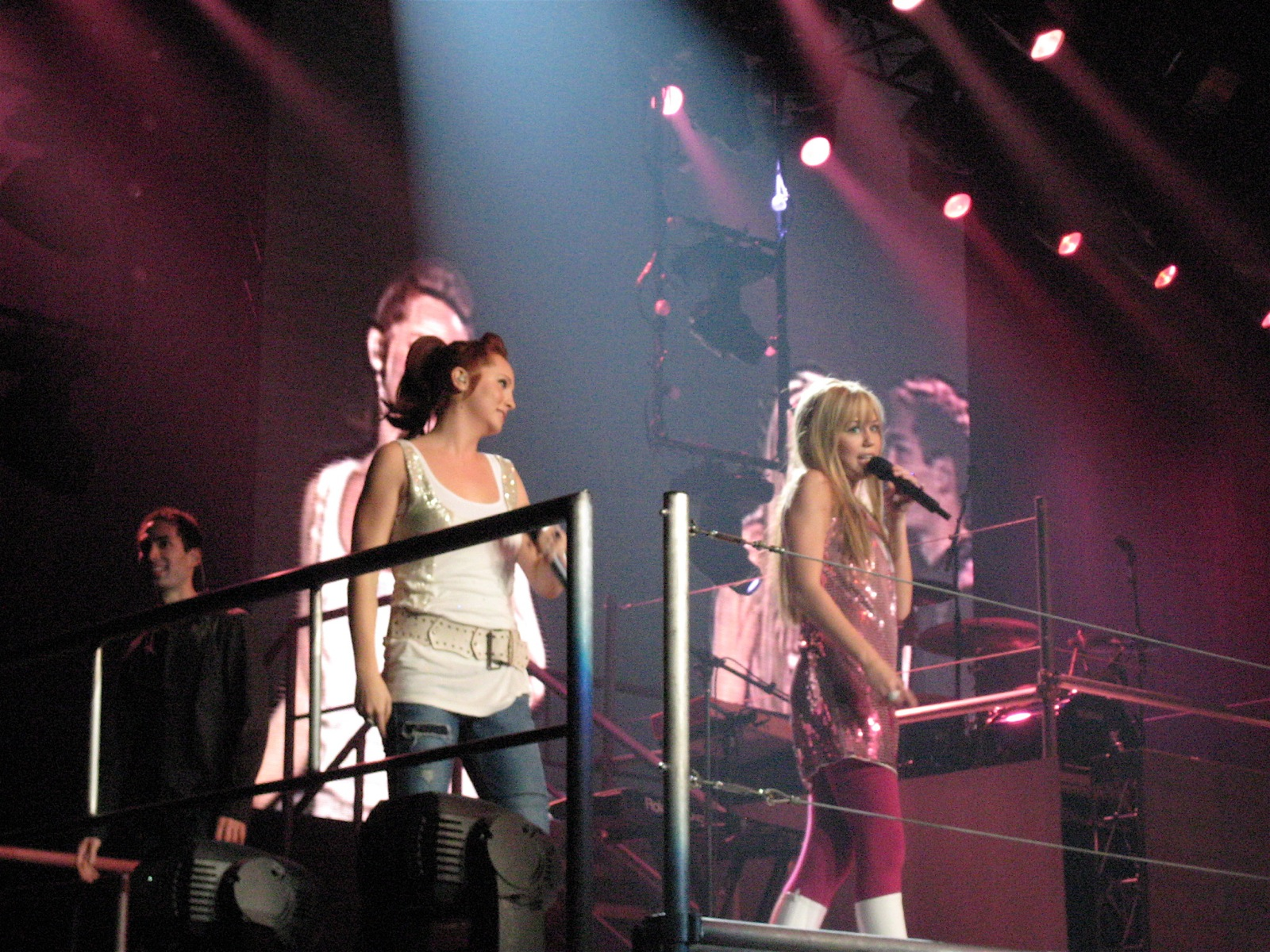
Miley Cyrus als Hannah Montana (rechts) auf der Tournee

### Darsteller
| Schauspieler    | Rolle      | Synchronstimme        |
| --------------- | ---------- | --------------------- |
| Miley Cyrus     | Sie selbst | Shandra Schadt        |
| Billy Ray Cyrus | Er selbst  | Thomas Amper          |
| Joe Jonas       | Er selbst  | Patrick Roche         |
| Kevin Jonas     | Er selbst  | Roman Wolko           |
| Nick Jonas      | Er selbst  | John-Alexander Döring |
| Kenny Ortega    | Er selbst  |                       |

### Erscheinungsdaten
| Land           | Erscheinungsdatum |
| -------------- | ----------------- |
| USA            | 1. Februar 2008   |
| Kanada         | 1. Februar 2008   |
| Chile          | 28. Februar 2008  |
| Mexiko         | 29. Februar 2008  |
| Ecuador        | 29. Februar 2008  |
| Taiwan         | 14. März 2008     |
| Großbritannien | 14. März 2008     |
| Island         | 19. März 2008     |
| Australien     | 20. März 2008     |
| Deutschland    | 10. April 2008    |
| Hong Kong      | 24. April 2008    |
| Brasilien      | 25. April 2008    |
| Philippinen    | 30. April 2008    |
| Kolumbien      | 16. Mai 2008      |
| Spanien        | 6. Juni 2008      |
| Frankreich     | 11. Juni 2008     |
| Griechenland   | 19. Juni 2008     |
| Italien        | 20. Juni 2008     |
| Belgien        | 13. August 2008   |
| Niederlande    | 21. August 2008   |
| Argentinien    | 4. September 2008 |
| Singapur       | 8. Januar 2009    |
| Japan          | 16. Mai 2009      |

## Das Double
Beim Song We Got The Party With Us von Hannah Montana und den Jonas Brothers geht Hannah plötzlich zu einem Podest und verschwindet darin, doch gleich kommt wieder eine Hannah raus. Dabei handelte es sich allerdings um ein Double. Um mehr Zeit zum Umziehen (also von Hannah Montana zu Miley Cyrus) zu haben, kommt ein Double, das eher weiter hinten tanzt. Es hat genau das gleiche an, nur noch zusätzlich eine Sonnenbrille, die die echte Hannah nicht anhatte.

## Der Wettbewerb um vier Karten
Es gab einen Wettbewerb um vier Eintrittskarten für die Hannah Montana & Miley Cyrus: Best of Both Worlds Concert Tour. Einige Väter der Fans mussten in Stöckelschuhen um die Wette laufen.

## Soundtrack
Es gibt ein Live-Album mit fast allen Songs von der Tour. Auch vorhanden sind die Songs East Northumberland High und Good and Broken, die nicht im Kinofilm zu sehen waren, außerdem eine Bonus-DVD.